# Egidiuslied

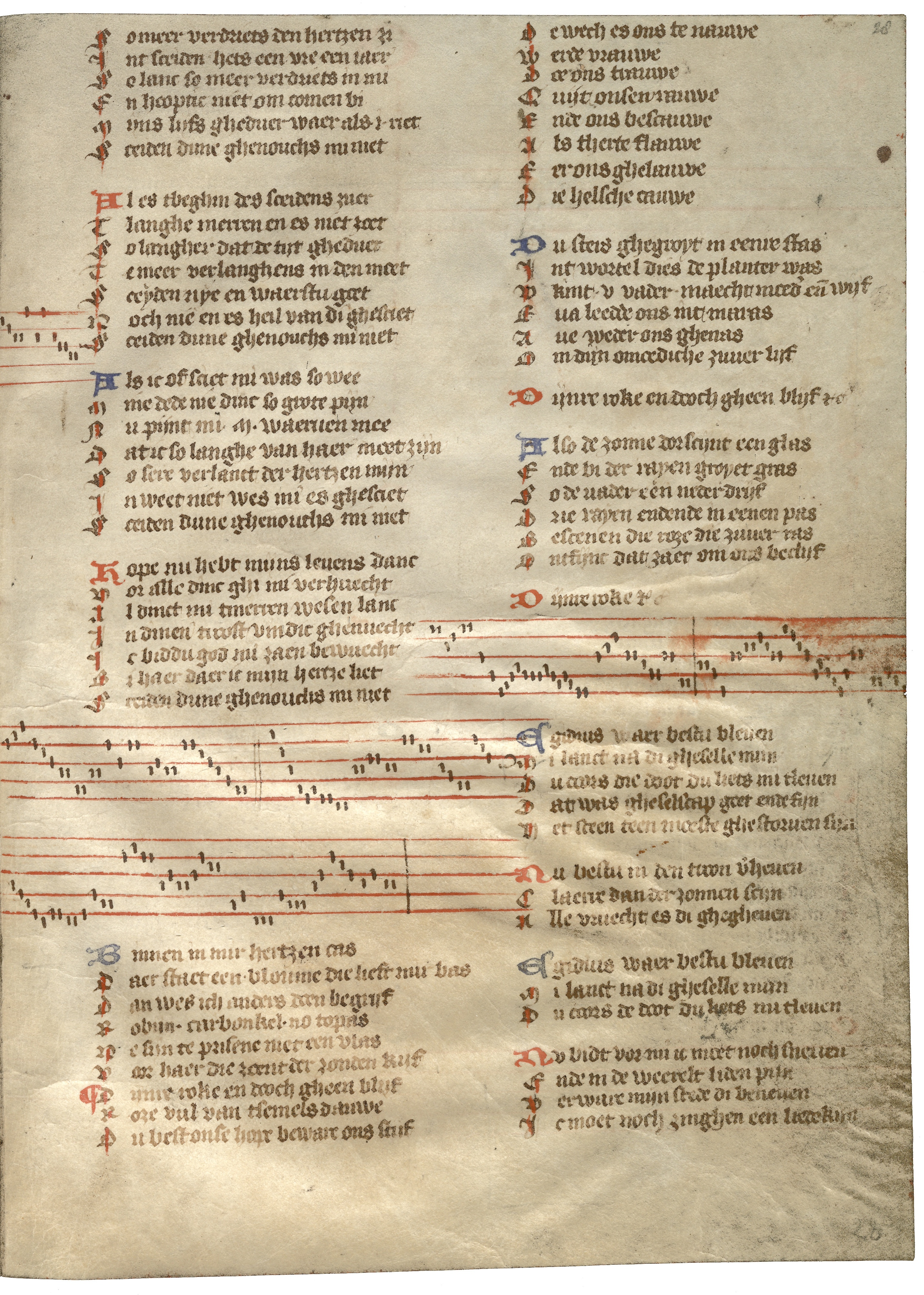
Das Egidiuslied in der Gruuthusehandschrift fol. 28^{r}

Unter dem Namen Egidiuslied, auch unter dem ersten Vers Egidius waer bestu bleven, ist ein mittelniederländisches Lied bekannt, das um 1400, vermutlich in Brugge, von einem unbekannten Autor verfasst wurde. Es zählt zu den bekanntesten mittelalterlichen Liedern der niederländischen Literatur. Der Verfasser des Liedes ist unbekannt: Zwar weist Klaas Hanzen Heeroma in seiner Ausgabe die Autorschaft dem Brugger Patrizier und Ratsmitglied Jan Moritoen zu, diese Zuordnung ist aber umstritten. Inhaltlich handelt es sich um ein Klagelied infolge des Todes einer vertrauten Person.

## Überlieferung und Form
Das Lied ist Teil der Gruuthusehandschrift, die verschiedene Lieder, Gedichte und Gebete zusammenträgt und auf etwa 1400 datiert. Dort findet sich das Egidiuslied fol. 28r, zugleich ist auf dem Blatt auch eine Melodie notiert. Die Handschrift wurde zuerst 1848 und 1849 publiziert. Zur breiteren Bekanntheit trug die Edition der Texte von Klaas Hanzen Heeroma bei.
Ein Refrain (A) aus drei Versen und eine Strophe (B) aus fünf Versen wechseln sich gegenseitig ab, so dass sich die Abfolge A-B-A-B-A ergibt. Auffallend ist, dass das gesamte Gedicht auf nur zwei Reimen basiert: einerseits dem auf -ijn, andererseits dem auf -enen.

## Inhalt
Im Refrain fragt das lyrische Ich, wo der angesprochene Egidius geblieben sei. Es sehnt sich nach seinem Freund und Gesellen, der nun den Tod gefunden hat. Paul Claes vermutet, dass hier in der Tat auch die Bedeutung „Geselle“ gemeint ist, da der Entstehungskontext der Lieder dieser Handschrift auf einen religiös-kulturellen Zirkel hindeutet, der einer Vorform der Rederijkers nahekommt. Der dritte Vers ‘Du coors die doot du liets mi tleven’ wird im Niederländischen oft fälschlicherweise in der Weise ‘jij koos de dood, jij liet mij het leven’ gelesen (also: „du wähltest den Tod, du ließt mir das Leben“). Dies führte zu der falschen Annahme, Egidius habe Selbstmord begangen. Dies wäre allerdings nach mittelalterlichem Verständnis eine schwere Sünde gewesen. Vielmehr bedeutet das Verb ‘coren’ „kosten“ oder „erleiden“; Egidius hat demnach „vom Tod gekostet“.
In der Tat wähnt das lyrische Ich seinen Gesellen nun im Himmel, wo ihm alle Freude gegeben sei. In der zweiten Strophe wird Egidius gebeten, den Platz neben sich im Himmel frei zu halten und ein gutes Wort für das lyrische Ich einzulegen, da es noch auf Erden leiden und ein Lied singen muss, bevor es den Weg gehen kann, der allen am Ende des Lebens bevorsteht. Paradoxerweise, so Claes, führt hier der Trost durch die Vorfreude auf die Ewigkeit zu Selbstmitleid, da die himmlische Freude erst noch erreicht werden muss. Auch Guus Middag liest in dem Lied weniger die Klage um den Tod eines guten Freundes, sondern eher die Klage eines Zurückgebliebenen.